# Magyarországi felkelések listája
Az alábbi lista a Magyarországon illetve a Magyar Királyság, valamint az Erdélyi Fejedelemség területén lezajlott felkeléseket szedi időrendi sorrendbe.
- 1046 – Vata pogánylázadása
- 1061 – Második pogánylázadás
- 1437 – Budai Nagy Antal vezette erdélyi parasztfelkelés
- 1492 – 1493 - A fekete sereg lázadása
- 1514 – Dózsa György-féle parasztfelkelés
- 1526 – 1527 - Cserni Jován-felkelés
- 1572 – Gubecz Máté-féle parasztháború
- 1562, 1575, 1595–96 – székely felkelések
- 1604 – Bocskai-szabadságharc
- 1631 – 1632 - a Császár Péter vezette felkelés
- 1678 – Thököly-féle kurucfelkelés
- 1697 – hegyaljai felkelés
- 1703 – Rákóczi-szabadságharc
- 1735 – 1736 - Szegedinác Péró-felkelés
- 1784 – Erdélyi paraszfelkelés
- 1831 – kolerafelkelés
- 1848 – 1848–49-es forradalom és szabadságharc
- 1918 – Őszirózsás forradalom
- 1921 – nyugat-magyarországi felkelés
- 1956 – 1956-os forradalom